# Paradrina signa
Paradrina signa là một loài bướm đêm trong họ Noctuidae.